# Get Up with It
| 전문가 평가                         | 전문가 평가 |
| 평가 점수                           | 평가 점수   |
| 출처                                | 점수        |
| ----------------------------------- | ----------- |
| AllMusic                            | [ 4 ]       |
| Alternative Press                   | 5/5         |
| Christgau's Record Guide            | A−          |
| MusicHound Jazz                     | 4/5         |
| Pitchfork                           | 9.6/10      |
| Penguin Guide to Jazz               | [ 8 ]       |
| The Rolling Stone Album Guide       | [ 2 ]       |
| The Rolling Stone Jazz Record Guide | [ 9 ]       |
| Tom Hull – on the Web               | A−          |
| The Village Voice                   | A−          |

《Get Up with It》은 미국의 재즈 트럼펫 연주자이자 밴드 리더이자 작곡가인 마일스 데이비스의 컴필레이션 음반이다. 1974년 11월 22일, 컬럼비아 레코드에 의해 발매된 이 음반은 스튜디오 음반 《Jack Johnson》 (1971년)과 《On the Corner》 (1972년)를 포함하여 1970년과 1974년 사이의 세션에서 데이비스가 녹음한 노래들을 편집했다. 《롤링 스톤 앨범 가이드》 (2004년)에서 J. D. 컨시디언은 이 컴필레이션의 음악을 "월드비트 퓨전"이라고 설명했다.

## 녹음
〈He Loved Him Madly〉는 데이비스에 의해 그의 청중들에게 "I love you madly"라고 말하곤 했던, 그 당시 최근에 사망한 듀크 엘링턴에 대한 그의 헌사로 녹음되었다. 영국의 음악가 브라이언 이노는 1982년 발매된 《Ambient 4: On Land》의 라이너 노트에서 그것이 주변 음악에서의 그의 작업에 영향을 미쳤다고 언급했다.
그 중 하나인 〈Honky Tonk〉는 1970년에 존 맥러플린과 허비 행콕과 같은 음악가들과 함께 녹음되었다. 〈Red China Blues〉는 《On the Corner》 이전인 1972년에 녹음되었고, 〈Rated X〉와 〈Billy Preston〉은 그 해 말에 밴드가 《In Concert》에서 녹음되었다. 남은 트랙들은 피트 코지를 포함하여 그의 현재 밴드와 1973년과 1974년에 녹음되었다.

## 곡 목록
모든 곡들은 마일스 데이비스에 의해 작곡하였다.
| #  | 제목                   | 재생 시간 |
| -- | ---------------------- | --------- |
| 1. | 〈He Loved Him Madly〉 | 32:13     |

| #  | 제목           | 재생 시간 |
| -- | -------------- | --------- |
| 1. | 〈Maiysha〉    | 14:52     |
| 2. | 〈Honky Tonk〉 | 5:54      |
| 3. | 〈Rated X〉    | 6:50      |

| #  | 제목                | 재생 시간 |
| -- | ------------------- | --------- |
| 1. | 〈Calypso Frelimo〉 | 32:07     |

| #  | 제목                | 재생 시간 |
| -- | ------------------- | --------- |
| 1. | 〈Red China Blues〉 | 4:10      |
| 2. | 〈Mtume〉           | 15:08     |
| 3. | 〈Billy Preston〉   | 12:35     |